# Actinotaenium cucurbitinum
Actinotaenium cucurbitinum  là một loài Song tinh tảo trong họ Desmidiaceae, thuộc chi Actinotaenium.